# Estadio "Abelardo L. Rodríguez"
El Estadio Abelardo L. Rodríguez es el estadio del equipo de béisbol Ostioneros de Guaymas, con capacidad para cinco mil espectadores. Actualmente es el estadio más grande en la región Guaymas-Empalme.

## Fundación
Se fundó en 1945 Por el presidente de México mismo que lleva su nombre; Abelardo L. Rodríguez
En el mismo estadio se logró ganar la final de la Liga Norte de México: Ostioneros 1 - 0 Vaqueros de Agua Prieta, Quitando así el tri-campeonato a agua prieta y acabando la sequía de 42 años. serie: Guaymas 4 - 1 Agua Prieta) Liga Norte de México 2009.
Sé vivió el juego de estrellas de la Liga Norte de México 2010.
Sé vivió la final de la Liga Norte de México 2010: Ostioneros VS Marineros, El equipo ostioneros brillo al conseguir el subcampeonato y al llegar a dos finales consecutivas. serie final 2010: Guaymas 1 - 4 Ensenada. Marineros de Ensenada logra su primer título.

## Actualidad
Actualmente el estadio se encuentra en estado de abandono.